# Jean Druys
Jean Druys fut un prélat important dans l'histoire de l'abbaye de Parc, chronologiquement son 33e abbé. Il exerça cette responsabilité de 1601 jusqu'à sa mort en 1634. L'abbaye de Parc est un monastère de l'ordre des Prémontrés fondé en 1129 et toujours en activité en 2021. Elle est située dans la province du Brabant flamand, en Belgique, près de Louvain. 
L'abbé Jean Druys a complètement transformé l'ancienne église de l'abbaye et enlevé un grand nombre de monuments romans et gothiques qui s'y trouvaient. Mais il s'est aussi distingué par le relèvement de son abbaye et malgré la pauvreté ambiante, par l'amitié des archiduc et archiduchesse Albert et Isabelle dont il était le conseiller, par les visites des Universités de Louvain et de Douai, par l'intervention concernant l'ordre interne dans un grand nombre de monastères norbertins en tant que vicaire général et visiteur, et par la publication de nouveaux Statuts et du livre cérémonial de l'Ordre des Prémontrés.

## Jeunesse et études
Jean Druys, né à Cumptich-lez-Tirlemont en 1568, est apparenté au 31e abbé de Parc Ambroise Loots, son oncle maternel,. Il commence ses études aux écoles de Saint-Trond, de Liège et de Namur, puis de Louvain lorsque l'abbé Ambroise Loots l'incite à achever ses humanités au collège du Lis, pour suivre ensuite le cours de philosophie à la pédagogie du Faucon.
Il est admis à l'abbaye de Parc en 1587, profès en 1588, prêtre en 1592, licencié en théologie le 26 septembre 1595, ayant étudié d'abord la théologie avec les professeurs Jean Lens et Guillaume Hulselmans, puis ayant rempli quelque temps les fonctions de maître des novices, envoyé à Louvain enfin pour poursuivre ses études théologiques au collège des Prémontrés, où il obtient ce grade de licencié en théologie,.
Il est sous-prieur de l'abbaye de Parc en 1596, fonction qui lui permet d'expliquer avec beaucoup d'érudition aux jeunes religieux l'Évangile de saint Jean et le traité de saint Thomas sur l'Incarnation,. Quand il est appelé à Bruxelles comme chapelain auprès de l'abbé François van Vlierden à l'agonie, ce dernier, tellement convaincu des qualités de Jean Druys, lui remet la bague qu'il porte au doigt comme pour signifier qu'il le juge digne d'être appelé à la prélature,.  
Jean Druys est élu à la dignité d'abbé de Parc le 8 juin 1601 sous la présidence des commissaires de la cour, d'abord l'abbé de Sainte-Gertrude de Louvain Arnould Eyndhouts, puis Philippe Boxhorn, membre du conseil privé de Leurs Altesses, sacré finalement par l'archevêque de Malines Matthias Hovius,,.
Il meurt presque subitement alors qu'il se trouve au refuge de Bruxelles le 25 mars 1634, son corps est transporté à l'abbaye le lendemain et est enterré en l'église de l'abbaye de Parc, dans le caveau qu'il s'est fait construire devant le maître-autel, son éloge funèbre étant prononcé par le docteur Libert Fromond le 7 mai 1635,.

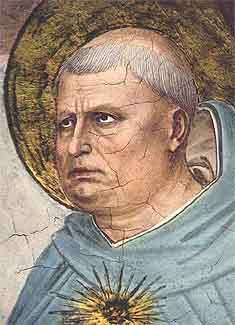
Saint Thomas d'Aquin.
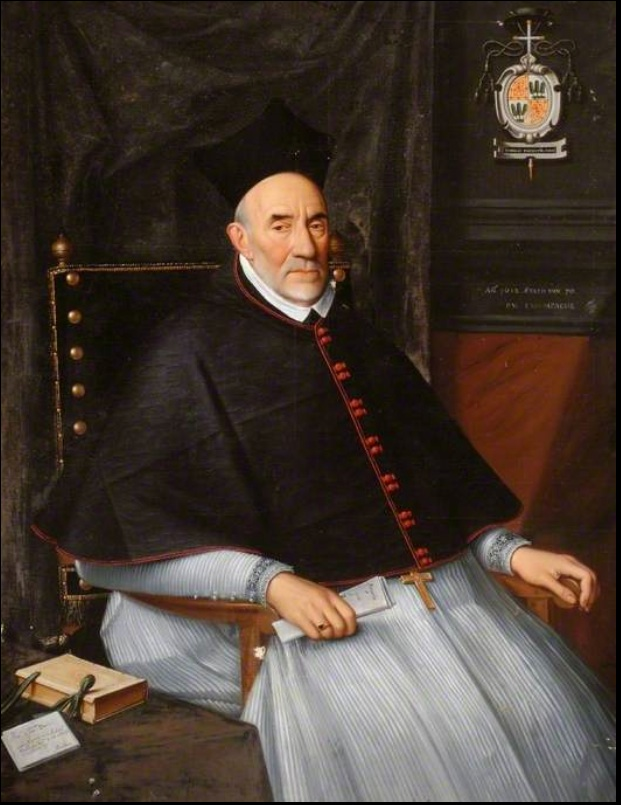
Matthias Hovius.
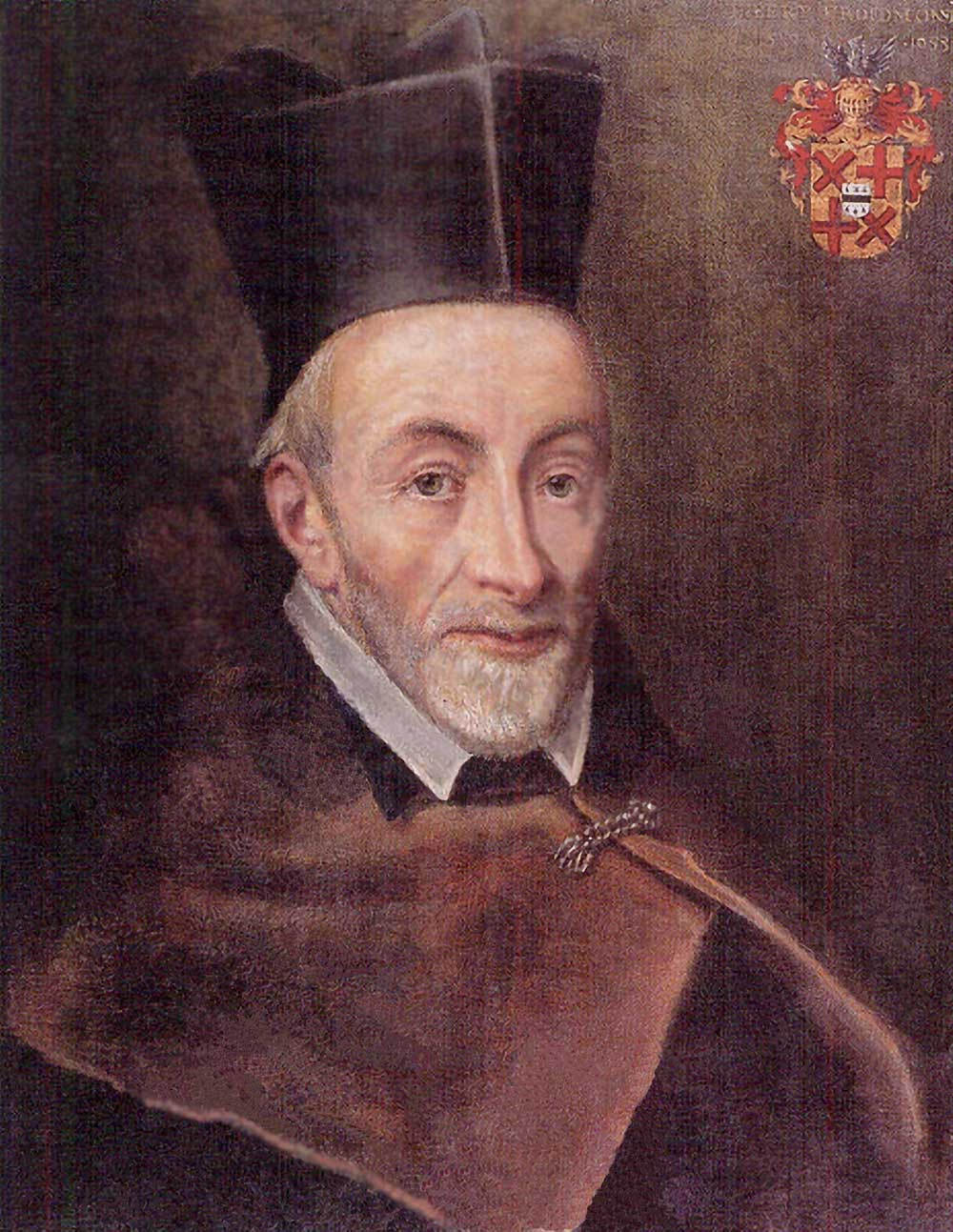
Libert Froidmont.

## Abbatiat

### Généralités
L'abbé Jean Druys est l'acteur et le témoin de la plus belle période pour l'abbaye de Parc, avec celle du XIIIe siècle. Si le XIIIe siècle est celui du travail manuel et de la consolidation du domaine, de la vie pieuse et active, le XVIIe siècle est celui du progrès. L'abbé Jean Druys est influencé dans son action religieuse par les décrets du Concile de Trente, et dans son action temporelle et scientifique, par les relations extérieures et le voisinage de l'Université de Louvain.
À l'époque, cent à deux cents mendiants affluent quotidiennement aux portes de l'abbaye de Parc, et même parfois quatre ou cinq cents, tous recevant une aumône et pouvant se nourrir du pain partagé par l'abbé Jean Druys.

### Domaine

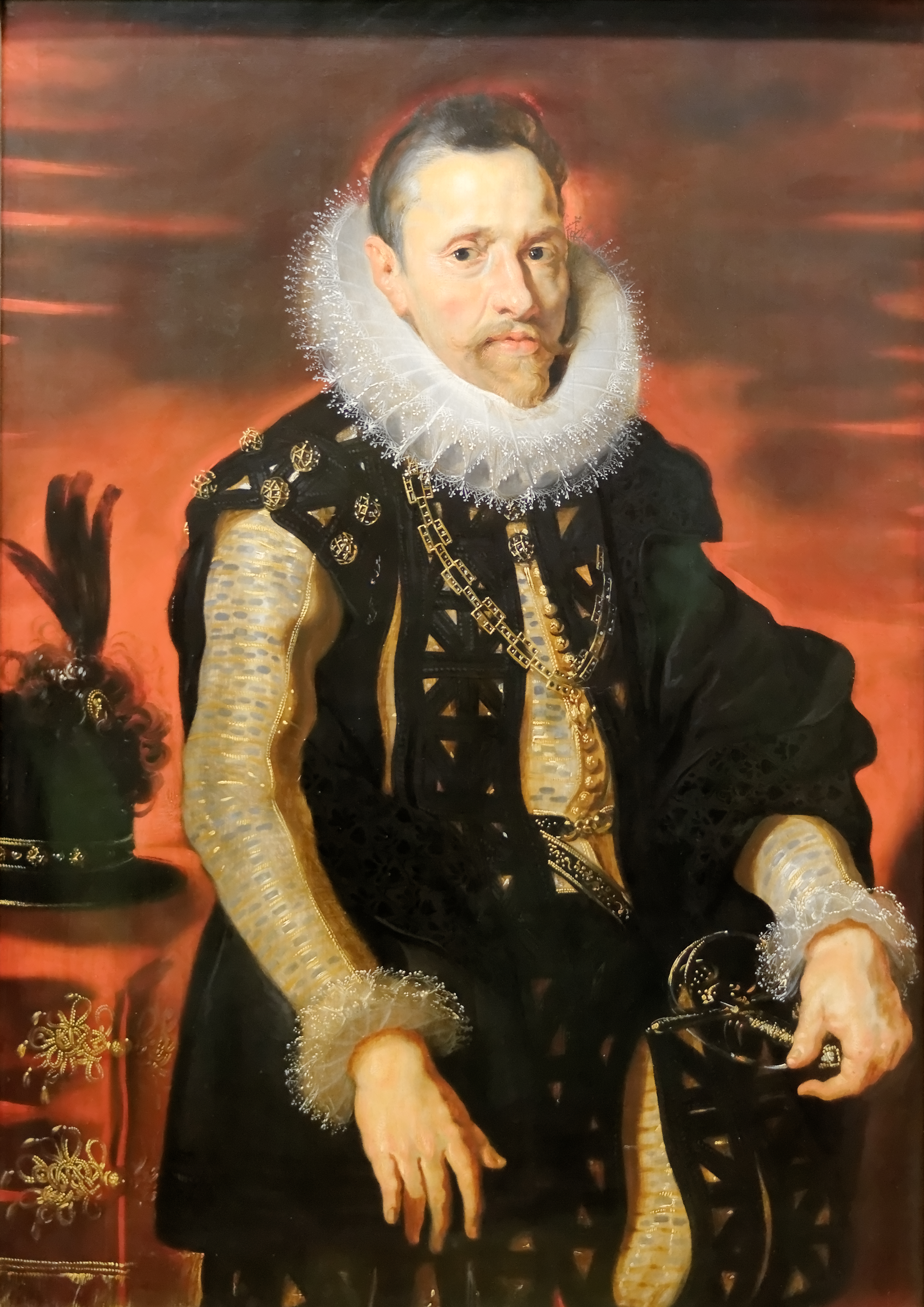
Portrait de l'archiduc Albert d'Autriche par Rubens.

En 1618, l'abbé Jean Druys cède à l'archiduc Albert, qui en a fait la demande, une partie du bois de Vossem pour agrandir le parc de Tervueren, vend de même le moulin de Hilverenbeeck dans le Brabant septentrional. En revanche, il fait l'acquisition de la seigneurie de Wilder sous Bierbeeck, avec toutes les dépendances et droits seigneuriaux, d'Adolphe Trompers, seigneur de Velthoven, et de son épouse Adrienne T'Seenaer, pour la somme de 16 621 florins. Par ailleurs, l'abbaye de Parc achète la ferme dite la Franche Comté, de 60 bonniers situés à Tourinnes-Beauvechain, pour la somme de dix mille et quarante florins.

### Intendance

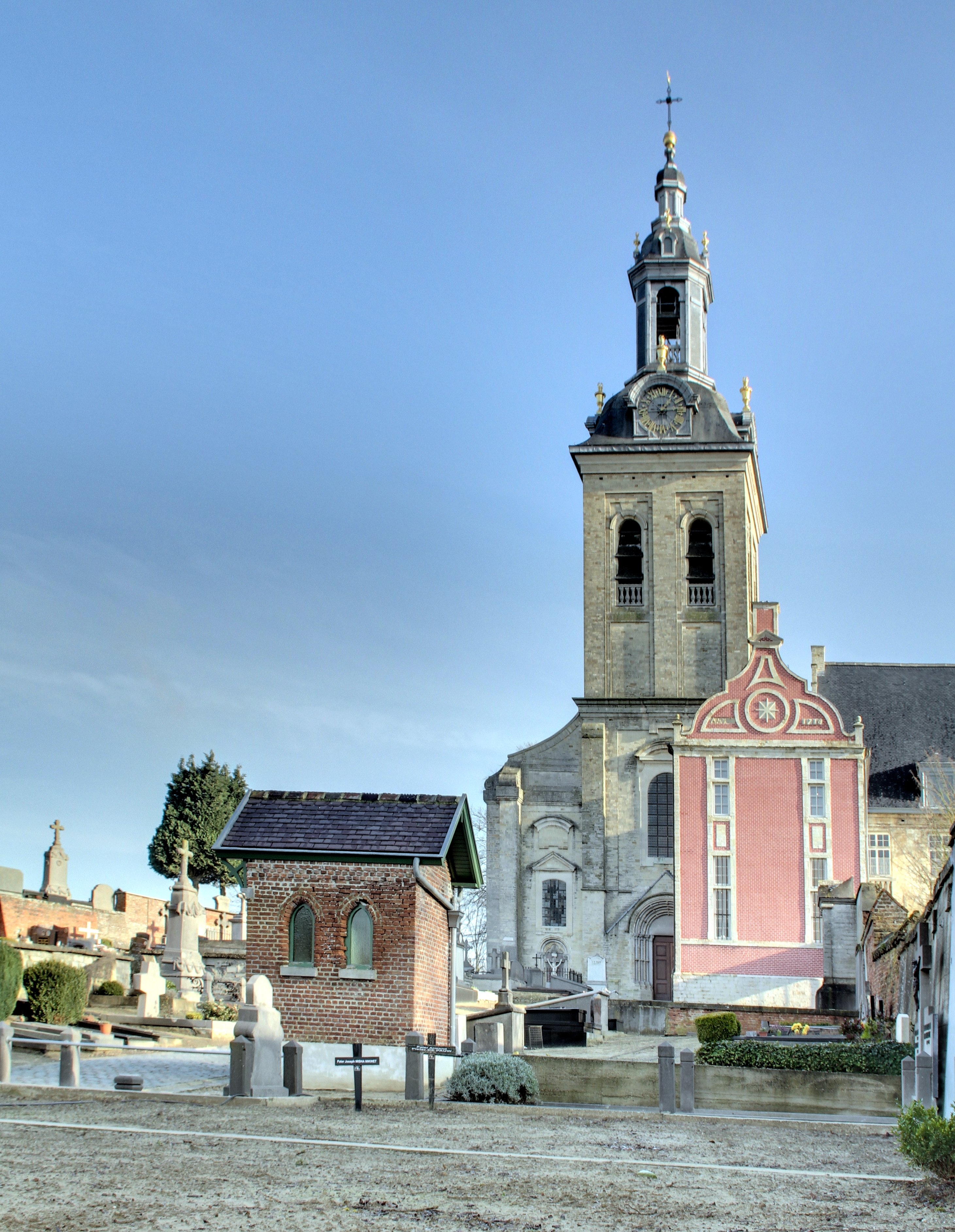
L'église de l'abbaye de Parc.

Du temps de l'abbé Jean Druys, 38 religieux sont acceptés à l'abbaye de Parc.
En 1610, il élève un nouvel autel à volets, dont la peinture est exécutée par le peintre Jean-Baptiste Lehavel, de Malines, et cela contre la somme de 235 florins et 15 sous. En 1610 encore, il fait couler à Malines par le fondeur Jean Cauthals un énorme candélabre de 1481 livres, il fait exécuter aussi quelques pièces d'argenterie :
- des statues d'anges agenouillées sur des socles en bois d'ébènen, pour 1034 florins 8,5 sous ;
- des candélabres ;
- un Christ en croix pour la somme de 303 florins et 19,5 sous ;
- un vase avec bassin pour le service de l'autel, représentant le Christ devant Pilate, et produit par l'artiste anversois Abraham Lissau ;
- un encensoir ;
- des burettes, etc.

L'abbé Jean Druys fait agrandir le chœur de l'abbatiale dans l'optique d'optimiser la célébration du culte. Il décide d'enlever de ce chœur presque toutes les anciennes pierres tombales qui distinguaient quelques abbés et autres personnages. Le 11 avril 1628, l'ancien autel vieux de quatre siècles est démoli. Le 5 août 1628, accompagné de l'abbé de Grimbergen et de tous les religieux, il pose la première pierre de la nouvelle bâtisse qui porte l'inscription suivante, :
| D. O. M.              |
| Virgini-Matri         |
| ponebat               |
| R. D. Joannes Drusius |
| anno 1628 5 aug.      |

En 1629, la première porte du monastère, construction sans envergure, est rebâtie. Les deux réfectoires et la salle capitulaire sont garnis de boiseries en bois de chêne, l'abbatiale est ornée d'un portail en bois de chêne également, et un nouvel orgue est mis en place.

### Affaires religieuses
En 1617, l'abbé Jean Druys, qui a une grande vénération pour les saints de son ordre, fait graver à Anvers des images des saints de l'ordre des Prémontrés et un arbre hagiologique conçu par le religieux Jean Maes,,.
Sous son abbatiat, deux chapitres provinciaux sont célébrés à l'abbaye de Parc, l'un en 1620, l'autre en 1628.
En 1628, le chapitre général le charge officiellement de la révision des statuts de l'ordre des Prémontrés. En fait, il travaille à la réécriture de ces statuts entre 1618 et 1630, aidé de son religieux Jean Maes, pour les rendre conformes au véritable esprit de l'Église et de l'ordre, et après maintes difficultés, il parvient, en 1630, à la suite du Concile de Trente, à la révision décisive des statuts. La nouvelle édition des statuts est imprimée à Louvain chez Bernardin Maes en 1630, ces derniers resteront en vigueur jusqu'en 1929.
Après les troubles du XVIe siècle, l'abbé Jean Druys peut pontifier en grande pompe, à Bruxelles, devant les archiducs et le cardinal-infant Ferdinand, étant donné que la dignité d'archichapelain est remise à l'honneur.

### Affaires intérieures

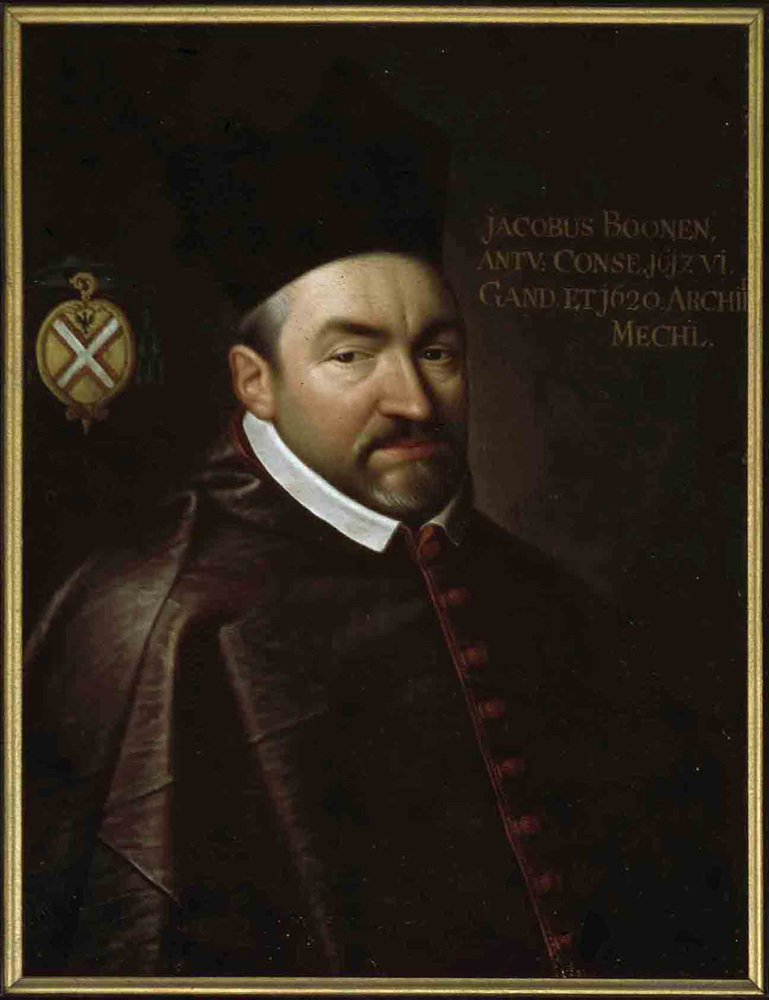
L'évêque Jacobus Boonen.

L'abbé Jean Druys devient député aux États de Brabant en 1604. Il devient vicaire général de l'ordre pour les circaries de Brabant et de Frise en 1605,. Il devient visiteur de l'Université de Louvain en 1607 lorsque les archiducs Albert et Isabelle font savoir qu'il convient d'en faire la visite du fait du contre-coup de la longue agitation et des luttes sanglantes du XVIe siècle qui auraient pu entraîner des abus qu'il faudrait redresser,. Il est encore nommé visiteur, pour l'Université de Douai cette fois, en 1616. Il est commis à plusieurs reprises à l'inspection du couvent des Célestins à Heverlee, désigné aussi comme son intendant,.
Les relations entre l'abbé Jean Druys et les archiducs sont fréquentes, début XVIIe siècle, l'abbé étant le conseiller intime et honoré de plusieurs missions importantes. Par exemple, en accord avec les archiducs, il collabore à l'érection du prieuré de Postel en abbaye, l'accord ayant été conclu, en sa présence, entre l'abbé de Floreffe et le prieur de Postel, le 5 août 1613. Au XVIIe siècle, l'abbé Jean Druys réforme l'abbaye de Oosterhout qui a souffert des guerres des Pays-Bas. Malgré le désir de l'archiduc Albert, l'abbé Jean Druys décline l'honneur de l'archevêché de Malines après la mort de l'archevêque Mathias Hovius, ainsi que celui de l'évêché de Gand après le départ de l'évêque Jacobus Boonen pour l'archevêché de Malines.

### Affaires internationales

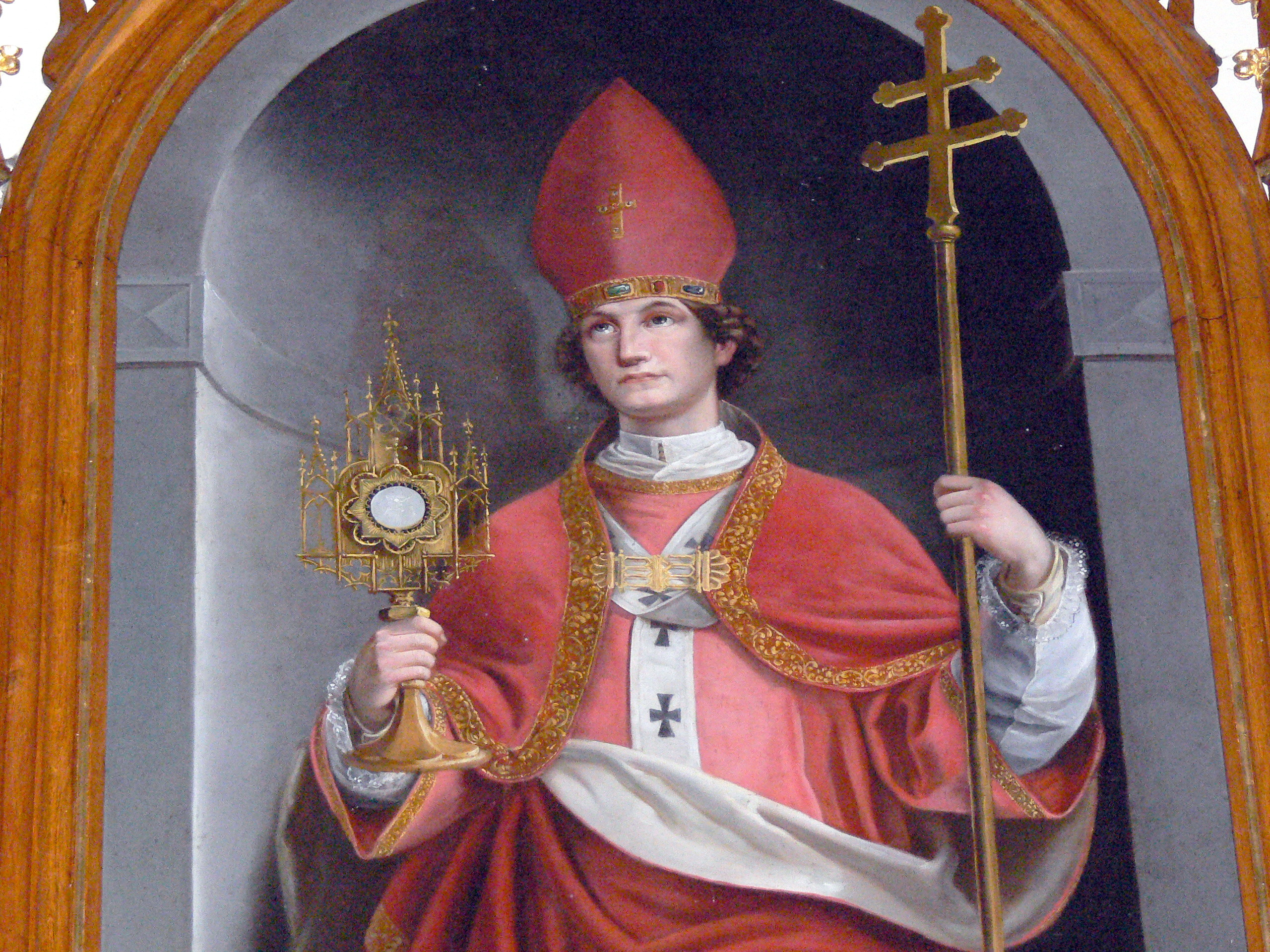
Saint Norbert

L'abbé Jean Druys rédige des lettres de recommandation pour l'empereur du Saint Empire Romain de la part de l'infante d'Espagne Elisabeth et pour le prélat de Strahov, en y envoyant le 17 février 1629 un chanoine de Parc pour aller travailler là-bàs, en Allemagne, à la demande de l'abbé de Strahov, dans cette région évangélisée par saint Norbert.
L'abbé Jean Druys est visiteur de la circarie d'Espagne en 1630 et précisément chargé par le chapitre général, en 1631, à l'âge de 63 ans, de ramener cette province à l'union avec les Norbertins, les religieux espagnols s'étant séparé du siège des Prémontrés à la suite des guerres continuelles,,. Le roi reçoit le prélat avec la plus grande bonté, l'écoute quand  ce dernier expose le triste état de son pays en lui présentant une supplique à l'effet d'engager le prince d'y apporter un prompte remède, mais pour ce qui concerne les négociations entamées pour ramener les Prémontrés d'Espagne à l'union, il n'y a pas de résultat,.

## Postérité

### Indication posthume
Dans son ouvrage cité plus bas dans cette page, J.E. Jansen accompagne la chronologie de l'abbé Jean Druys d'une indication en latin le concernant et qu'un outil informatique traduit par : « Drusius, par sa prévoyance remarquable, la gravité de ses mœurs et l'éclat de toutes ses vertus, s'était acquis une renommée des plus illustres, non seulement dans l'ensemble de son ordre mais également dans toute sa patrie »,.

### Portrait
Un portrait de l'abbé Jean Druys est conservé à l'abbaye de Parc.

### Armes de l'abbé
Les ornements extérieurs des armes de cet abbé auraient pu être ceux des Prémontrés, dont l'habit est entièrement blanc. Ceux-là ont coutume de timbrer leur blason du chapeau prélatice d'argent, mais il s'avère que les abbés flamands d'avant la Révolution française utilisaient des ornements extérieurs spécifiques accompagnant leur blason.
De plus, les armes de l'abbé Jean Druys se blasonnent : « d'argent à trois pals de gueules au chef d'or chargé de trois crémaillères de sable rangées en fasce ». La devise qui leur est associée, identique à celle de l'abbaye de Parc, est : « Ne quid nimis »,.
Une représentation de ces armes est conservée à l'abbaye de Parc, notamment sur un tableau de synthèse daté de 1724 identifiant les armes de tous ses abbés. Un examen de l'armorial des abbés de Parc permet de rapprocher ces armes de l'ensemble des armes des abbés de Parc.

Ornements extérieurs des abbés prémontrés.
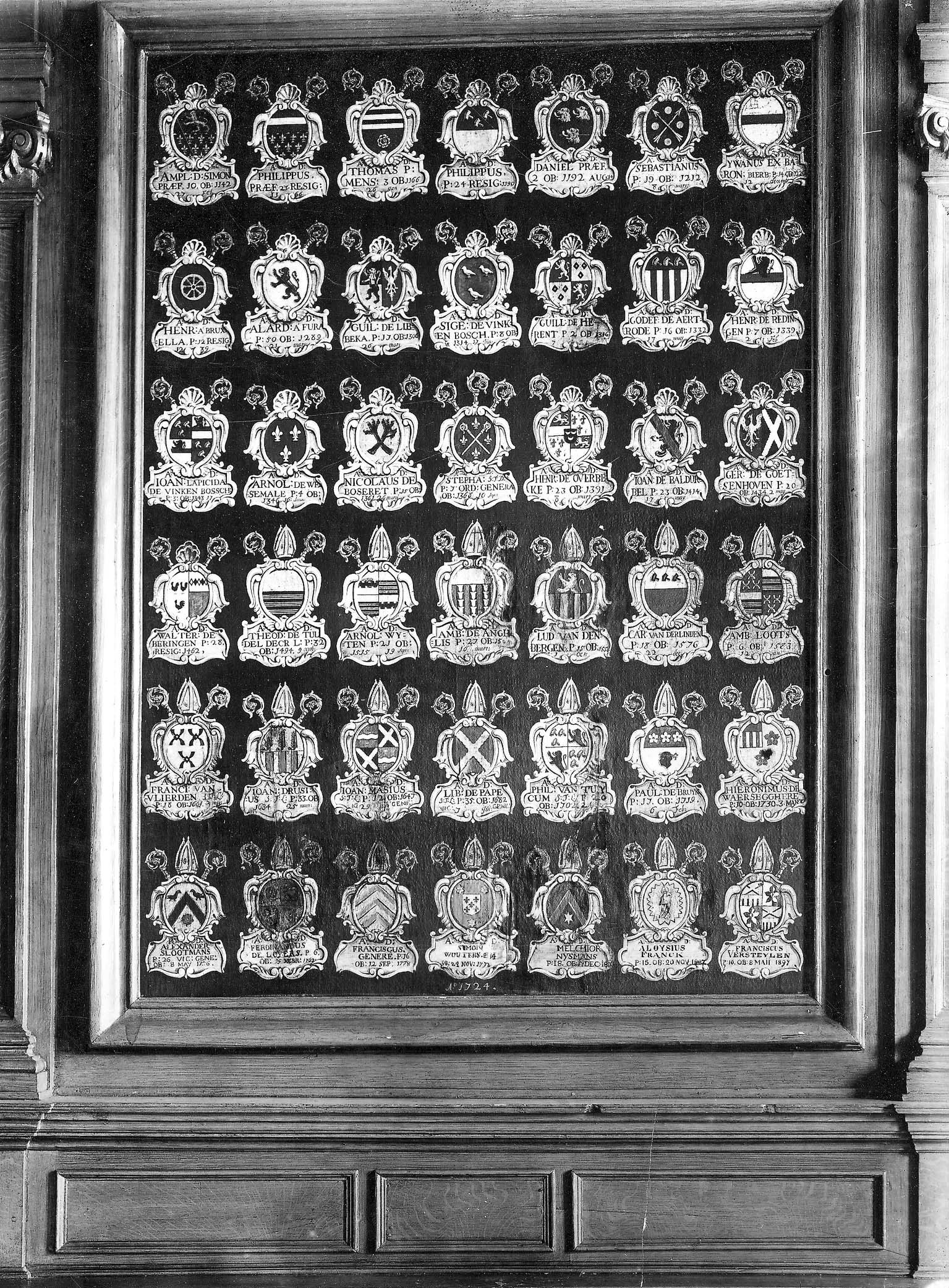
Tableau des armes des abbés de Parc (1724).
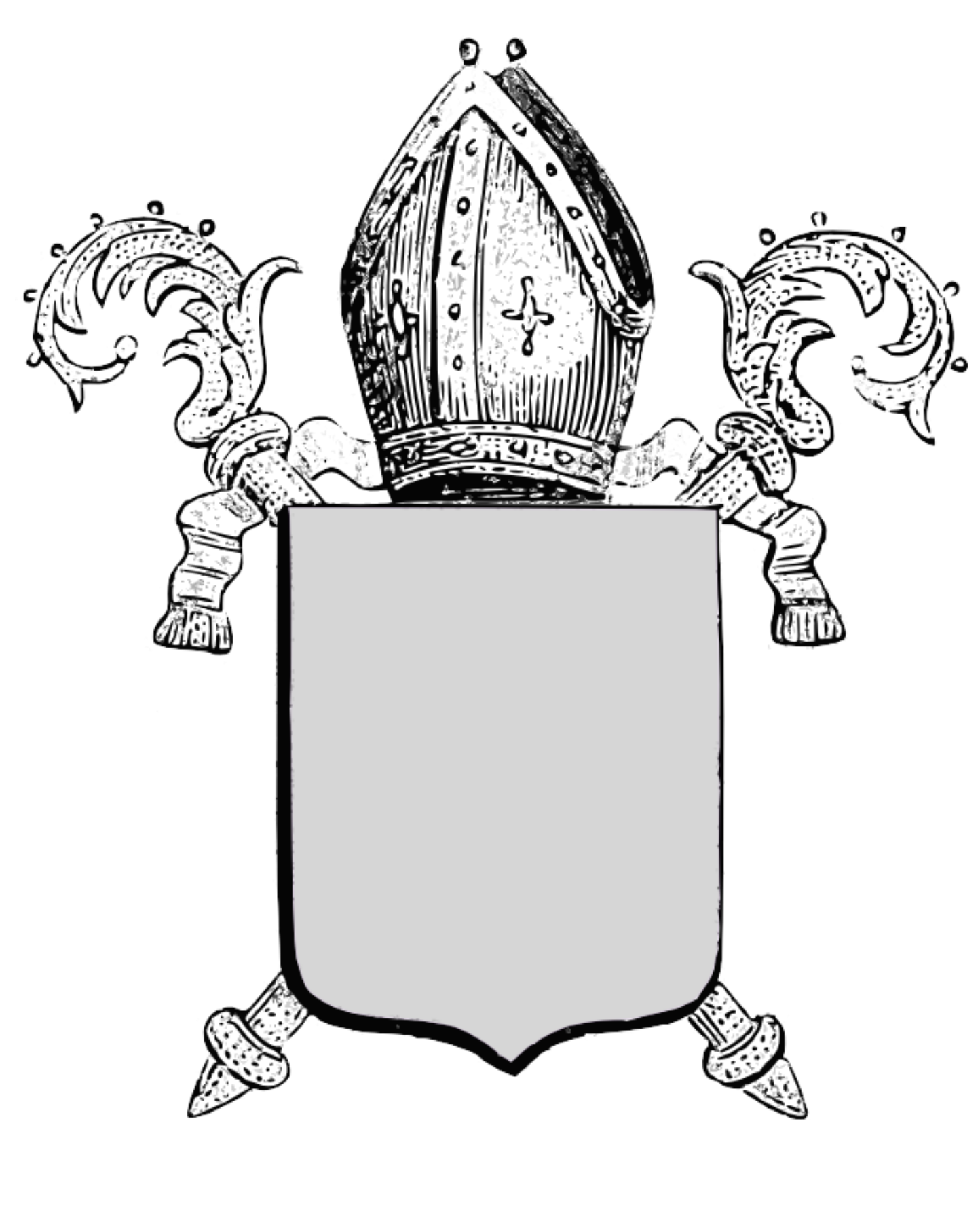
Ornements extérieurs des abbés flamands d'avant la Révolution française.